# Prachovka

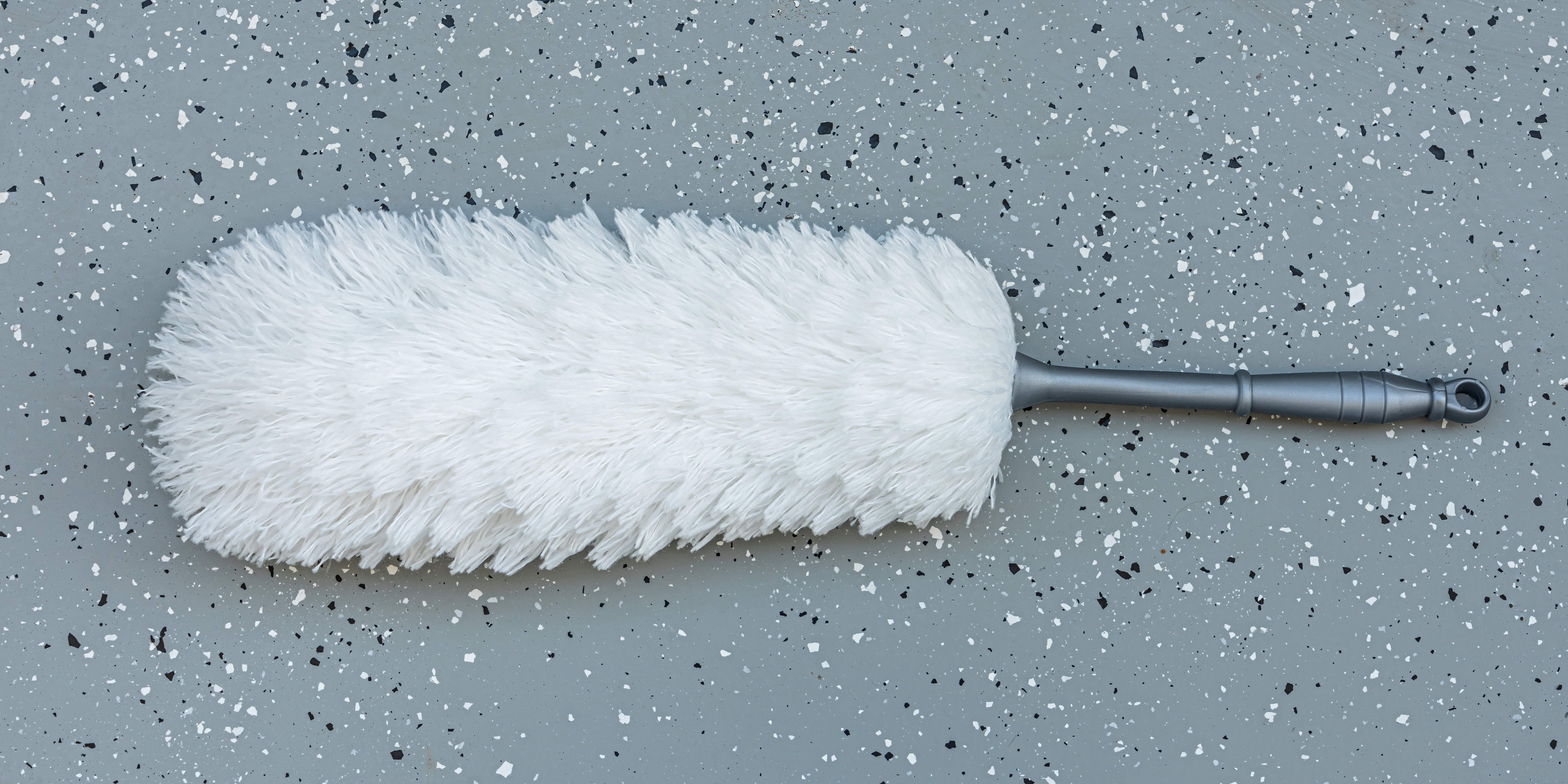
prachovka

Prachovka je předmět pro odstraňování prachu. Běžně sestává z rukojeti a části složené z přirozeného či umělého peří, jež tvoří čisticí povrch. Používá se v domácnosti.
Prachovky běžně využívají statické elektřiny k posbírání drobného prachu.